# Мамон + Лобан
«Мамон + Лобан» (также часто упоминается как «Мамон-Лобан», название в титрах — «Ток-Поп Мамон») — документальный видеофильм, снятый в 2011 году Петром Мамоновым и Сергеем Лобаном. Единственная режиссёрская киноработа Петра Мамонова.
Премьера фильма состоялась 22 октября 2011 года в Центральном доме художника в рамках творческого вечера «Пётр Николаевич из 3-го подъезда». После этого он был выпущен на DVD в комплекте с аудиоальбомом «Одно и то же».

## Сюжет
Фильм является монологом Петра Мамонова, который рассказывает о своей жизни. При этом фильм частично снят зимой в деревне Ефаново, где музыкант жил с 1995 года, частично — в летней Москве. В зимних сценах Мамонов больше рассказывает о своей жизни после воцерковления, а в летних, прогуливаясь от родного Большого Каретного переулка до кинотеатра «Пушкинский», вспоминает о своей бунтарской молодости. При этом присутствуют элементы гиперболы, гротеска: 

Сейчас вокруг одно тщеславие. Друг друга на телеэкранах хвалят люди, без зазрения совести хвалят. И вот я думаю, как бы их слегка урыть. И думаю, что надо на себя всё это спроецировать. Сейчас вот выйдет дивидишка такая с кино под названием «Мамон-Лобан». Там я говорю: «Я-я-я-я-я». Первые 20 минут люди думают: «Ну всё, крыша поехала у парня». А потом начинают смеяться, понимают, как это страшно: самовосхваление, самолюбование, любовь к себе любимому — это всё самый главный корень всех наших зол.— Пётр Мамонов